# Bisschoppelijk kasteel van Lipowiec
Het bisschoppelijke kasteel van Lipowiec (Pools: Zamek biskupi Lipowiec) is een kasteelruïne op een rots bij Babice, Polen. Het overgebleven bouwwerk is een beschermd architectonisch monument.

## Geschiedenis
De eerste vermelding van het kasteel is uit de 13e eeuw, toen de bisschop Jan Prandota het kasteel van het Poolse adellijke geslacht Gryfici-Świebodzice kocht als bezitting van het bisdom Krakau. Hij breidde het kasteel uit met houten verdedigingswerken. De donjon was vermoedelijk toen al van steen.
De bisschop Jan Muskata heeft het kasteel vanaf 1294 uitgebreid met stenen constructies en gebruikte het als uitvalsbasis voor rooftochten. Zijn zwager Gerlach de Culpen nam in 1312 zijn intrek in het kasteel, waar hij de burggraaf van Lipowiec was en het bevel voerde over het leger van Muskata.
De huidige vorm van het kasteel is in de 15e eeuw ontstaan. De bisschoppen Wojciech I van Jastrzębiec en Zbigniew Oleśnicki waren verantwoordelijk voor de uitbreidingen. Vanaf die tijd is het kasteel gebruikt als gevangenis voor politieke en religueze tegenstanders. De reformist Francesco Stancaro wist in de herfst van 1550 met hulp van protestantse edellieden uit het kasteel te ontsnappen. Hij was door de bisschop Samuel Maciejowski wegens ketterij opgesloten.
De bisschop Kajetan Sołtyk was de laatste bisschoppelijke eigenaar van het kasteel, dat na zijn dood staatseigendom werd.

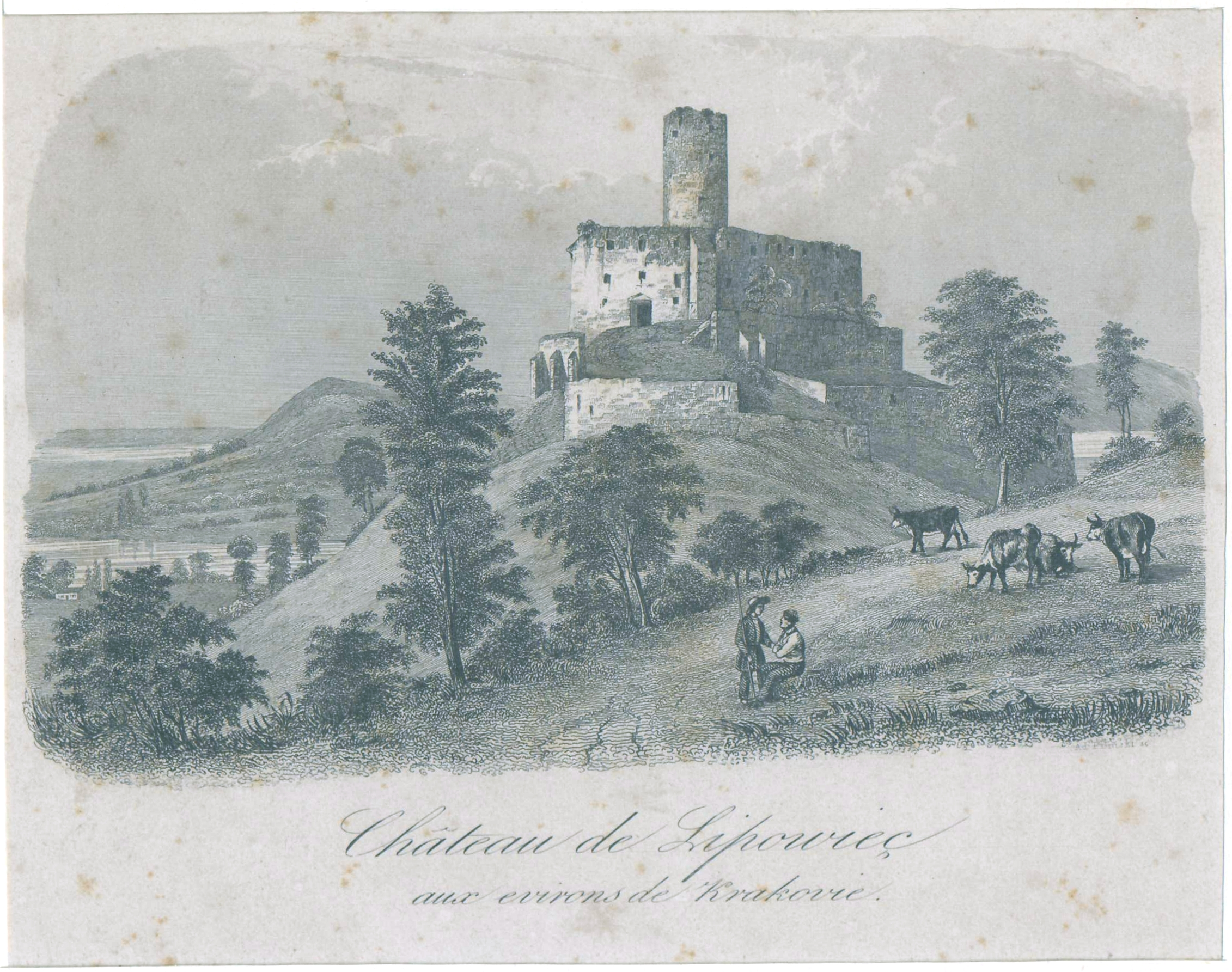
Het kasteel in de 19e eeuw